# Untrue
《Unture》는 영국의 전자 음악가이자 프로듀서인 베리얼의 두 번째 정규 음반이다. 2007년 11월 5일 하이퍼덥을 통해 공개되었다. 베리얼 자신이 디지털 오디오 편집 소프트웨어인 사운드 포지를 사용해 프로듀싱하였다. 《Untrue》는 베리얼이 전해에 발매한 《Burial》에서 확립한 사운드를 기반으로 피치 시프팅과 타임 스트레칭된 보컬 샘플을 더욱 두드러지게 사용한다. 전작과 동일하게 UK 개러지, 앰비언트 및 하드코어 음악의 영향을 받았다.
《Untrue》는 평단의 찬사를 받았으며, 특히 평론가들은 베리얼의 프로듀싱 스타일을 호평하고, 일반적으로 전작에 비해 발전되고 개선된 음악을 언급했다. 음반은 벨기에와 영국의 음반 차트에 올랐으며, 싱글 〈Ghost Hardware〉가 발매됐다. 《Untrue》는 이후 여러 음악 웹진 및 출판사의 당해 최고의 음반 목록에 이름을 올렸고, 머큐리상과 쇼트리스트 뮤직 프라이즈에 후보로 올랐다.
발매 후 수년간 《Untrue》는 덥스텝 장르와 일반적인 전자 음악에 획기적인 음반으로 여겨졌다. 2017년 기사에서 피치포크는 음반에 대해 "현재까지 21세기에서 가장 중요한 전자 음악 음반"이라고 언급했다.

## 트랙 리스트
| #            | 제목                 | 재생 시간 |
| ------------ | -------------------- | --------- |
| 1.           | 무제                 | 0:46      |
| 2.           | 〈Archangel〉        | 3:58      |
| 3.           | 〈Near Dark〉        | 3:54      |
| 4.           | 〈Ghost Hardware〉   | 4:53      |
| 5.           | 〈Endorphin〉        | 2:57      |
| 6.           | 〈Etched Headplate〉 | 5:59      |
| 7.           | 〈In McDonalds〉     | 2:07      |
| 8.           | 〈Untrue〉           | 6:16      |
| 9.           | 〈Shell of Light〉   | 4:40      |
| 10.          | 〈Dog Shelter〉      | 2:59      |
| 11.          | 〈Homeless〉         | 5:20      |
| 12.          | 〈UK〉               | 1:40      |
| 13.          | 〈Raver〉            | 4:59      |
| 총 재생 시간 | 총 재생 시간         | 50:28     |

## 차트
| 차트 (2007–2008)                           | 최고 순위 |
| ------------------------------------------ | --------- |
| 벨기에 앨범 (울트라탑 플랑드르)            | 57        |
| 벨기에 얼터너티브 앨범 (울트라톱 플랑드르) | 23        |
| 영국 음반 (OCC)                            | 58        |
| 영국 댄스 앨범 (OCC)                       | 4         |
| 영국 인디팬던티 앨범 (OCC)                 | 7         |

## 인증
| 국가                               | 인증 | 판매량/출하량 |
| ---------------------------------- | ---- | ------------- |
| 영국 (BPI)                         | 실버 | 60,000        |
| 판매량+스트리밍을 기반으로 한 인증 |      |               |